# Сабор у Сремским Карловцима 1842.
На сабору 1842. год. у Сремским Карловцима за митрополита је изабран владика вршачки Јосиф Рајачић кога је потом цар наименовао за митрополита. На овом сабору би први пут да се митрополит није могао једногласно изабрати него већином гласова.